# Grötlunken
Grötlunken är en gemensam vandring i lugn takt efter kvällsmåltiden, vilken på en hälsobrunn tidigare bestod av gröt med katrinplommon. Idag förknippar folk begreppet kanske mest med Medevi, men grötlunken finns även på annan ort, antingen tillfälligt såsom i Steneby , eller regelbundet som till exempel  Duvkällan och Sätra brunn, där traditionen är belagd från åtminstone 1801 . Från Sätra lär den under 1860-talet ha importerats till Medevi, där man gick en dryg kilometer varje kväll med brunnsorkestern i täten. Dagsbesökare var lika välkomna som de inackorderade brunnsgästerna, och lunken omfattade såväl första- och andra-klassgäster som de medellösa .

## Grötlunken på Sätra brunn
Medicine professorn Carl Zetterström berättar om somrarna 1801–1802, att »dagen stundom avslutades vid elvatiden på kvällen med en utvandring från Sätrabyn, »grötmarschen» kallad». 
Författare och salongsvärdinna Malla Silfverstolpe berättar år 1809: 
| ” | "Varje söndagskväll efter brunnsgästernas måltid samlades på brunnsgården allmogen från närbelägna byar, åtföljd av en spelman med nyckelharpa. Man ställde upp sig till marsch. Först gick spelmannen, efter följde bondfolk, karlar och kvinnor samt hela brunnsällskapet i ett slags procession landsvägen utåt till höger. Marschen gick till en skogsdunge omkring en halv fjärdingsväg från brunnen. På en liten grön plan i skogen stod en tät, sammanväxt granbuske, den s. k. grötbusken, och kring denna dansade allmogen polska, vilket sades skola befordra årsväxten." | „ |

Vid mitten av 1800-talet verkar grötmarschen ha försvunnit i Sätra; när den skulle återupplivas i slutet av 1880-talet, kallades den 'aftonpromenad', och i stället för allmogespelmannen var det läkarna som sjöng fosterländska sånger i täten för brunnssällskapet .

## Grötlunken på Medevi brunn

### Historia
Grötlunken i Medevi "allmänt anses vara en uråldrig tradition" , och detta kanske förknippas med att Medevi är Sveriges äldsta hälsobrunn: men grötlunken har funnits i Medevi under mindre än hälften av dess dokumenterade historia och är inte äldre där än 1860-talet, med musik kanske från 1870-talet.
Det lär inte finnas någon konkret uppgift om när grötlunken infördes på Medevi: men den nämns inte bland Mathilda Foys utförliga anteckningar 1836–37 , medan år 1867 brukade brunnssällskapet efter slutad kvällsvard 
| ” | om vädret sådant medgiver och lusten är god, företaga någon kortare utvandring i massa, en s. k. grötlunk, till Svanberget, Parnassen, Kattfallsberget eller andra närbelägna stallen, från vilka solnedgången och färgskiftningarna därvid taga sig väl ut. | „ |

Liksom en ersättning för grötbusken i Sätra, fanns i Medevi som mål för vandringen en grötsten - utmärkt på kartan - på den skogshöjd som kallades Parnassen . 
Sedermera förvandlade ett musikaliskt inslag lunken från 1860-talets godtycklig vandring/promenad till någon utsiktsplats, till en militärisk marsch och därmed också till en sevärdhet för tillfälliga gäster och befolkningen i trakten. Cellisten och tonsättaren Franz Neruda (1843–1915), en återkommande brunnsgäst, donerade en förgylld lyra på en stång, där det fästats fyra vimplar i de svenska färgerna, som bäras upp av fyra barn. Som ett eget standar, finns också en sidenduk broderad av kvinnliga brunnsgäster sommaren 1894 som en gåva till brunnsintendenten Alfred Levertin, som donerade det till brunnen.

### Seden
Seden är nog i stort sett samma som Gustaf Näsström så bildrikt beskrev den år 1928: 
| ” | Våra dagars grötlunk skiljer sig väsentligt från 1860-talets godtyckliga vandring till någon utsiktsplats. Numera är varje detalj fixerad. Efter supén samlas brunnsgästerna varje kväll i Stora gången mellan matsalen och societetshuset och ställa upp sig till marsch. Främst placera sig de unga triangelbärarna och bakom dem musikkåren. Så följa lyrbäraren med sina fyra små assistenter och standarbäraren, eskorterad av två damer, som bära upp standarets tofsar och med anledning härav kallas tofslärkor. Och sist komma brunnsgästerna i led om fyra mans bredd. När den gamla klockan i Biljardbyggningens torn slagit sina nio slag, sätter sig tåget i gång mot väster. De trygga musikanterna lyfta sina instrument och introduktionens fyra takter sätta in med rungande kraft och militärisk precision. Så bär det av i den djupnande skymningen under Stora gångens täta lövkronor. Takt tu, takt tu – ministrar och torpare, generaldirektörer och badgummor, professorer och uppasserskor, unga studenter och omfångsrika änkenåder, spänstiga massöser och giktbrutna fördettingar – takt tu, takt tu – alla arm i arm utan tanke på social gradering och politiska motsättningar. Trianglarna pingla och mellan satserna i marschen dunkar en trumma med bjudande makt. Standaret höjs och sänks mellan trädens gungande grenar. Vid landsvägen vänder tåget och marscherar österut längs Stora gången, gör en lov runt Intendentsbyggningen, kommer ned på Stora gången igen och nalkas societetshuset. Här svänga standar- och lyrbärarna samt musikkåren upp med front mot societetshusets trappa, under det brunnsgästerna fördela sig på två led vinkelrätt mot trappan. Medan septetten blåser de sista takterna, marschera lyr- och standarbärarna upp mot trappan mellan de saluterande leden av gäster, och sedan paraden för standaret därmed fullgjorts, gå de bägge leden arm i arm fram mot varandra och hälsa varandra i en gammaldags sirlig figuré . | „ |

### Musiken
Grötlunken har sin egen marsch, såpass karaktäristisk att folk känner igen den och förknippar den med Medevis grötlunk. Den är komponerad av en kunglig preussisk musikdirektör, Friedrich Zikoff (1824–1877), under namnet ”Difilard-Marsch" eller "Defileringsmarsch” . Gustaf Näsström återger noterna i pianoreduktion under titeln Grötlunken i Medevi - marsch och inspelning finns .
Franz Neruda engagerade sig i brunnens musikaliska liv, inte som cellist utan till blåsarna tillfogade han en triangel. Instrumentet "förfärdigades under hans egen uppsikt av en smed i Medevi och trakterades regelbundet varje kväll av honom själv". Han syns på Gustaf Näsströms foto från 1890-talet som annars visar en blåsarkvintett med en klarinett bredvid de fyra bleckblåsare, samt bas- och tenortrummor . På Brunnsorkesterns foto daterat 1912 ser vi vad som förmodligen är sex bleckblåsare i uniform samt två yngre civilklädda trummspelare, bass och tenor .
År 1927 ser vi sex bleckblåsare, en sjunde står i täten men verkar inte ha vare nånting i munnen eller plats för en trumma. 12 år efter Nerudas bortgång har triangelfunktionen tredubblats och överlämnats till yngre kvinnliga utövare . 1972 spelades in Grötlunken från Medevi brunn av Halmstads-ensemblen Laxblecket på ett album om elva låtar; sextett-besättning Ess-kornett, B-kornett, valthorn, 2 ventilbasuner, tuba, plus 2 slagverkare.
Från 1977 är dokumenterat en vinyl EP-inspelning, fyra låtar – en revelj, en marsch, en tapto och Grötlunken av Zikoff: sextett-besättning Ess-kornet, B-kornett, althorn, 2 tenorhorn, bass, trummor. På omslagsbilden är det dock tromboner och en riktigt stor tuba; och antalet triangelspelare har nu ökat till fyra . 

### Medevi idag
Medevi-varianten av Grötlunken går än idag i en obruten levande tradition. Brunnsgästerna serverades förr kornmjölsgröt som kvällsmål före Grötlunken. Fortfarande avgår Grötlunken kl 21.00, visserligen en kortare gångväg, men man går den långa Grötlunken en gång varje sommar. Företeelsen finns beskriven på såväl tyska som engelska .
Dagens Medevi Brunnsorkester spelar på historiska svenska mässingsinstrument  och när nuvarande hemsidesfoto togs var två pojkar triangelspelare . Orkestern finns att se och höra på till exempel YouTube
.

### Medevi grötlunken som sevärdhet och affektionsobjekt
| ” | Man måste ha varit i Medevi för att förstå dess egendomliga tjuskraft. Man måste ha innehaft de höga chargerna av standarbärare, triangelslagare eller tofslärka eller marscherat i ledet arm i arm med sin bittraste fiende för att inse, varför denna typiskt 1800-talsmässiga ceremoni kväll efter kväll motses med samma behagligt barnsliga förtjusning av brunnsgästerna och varför den om söndagarna samlar hela traktens befolkning till Medevi. Den demokratiska grötlunken hade varit otänkbar i 1700-talets strängt klassindelade brunnsliv. Nu förverkligar den en »brunnsenighet», och genom att förena brunnsgästerna i en kordial samhörighetskänsla, blir den så att säga en levande sällskaplig makt i brunnslivet ... | „ |

## Betydelse i ett större sammanhang
Med anledning av Malla Silfverstolpes beskrivning 1809 anser kulturhistoriker Gustaf Näsström att 
| ” | vi ha här tydligen att göra med en kvarleva av en gammal vegetationskult, vars ursprungliga innebörd förbleknat i samma mån som dess utövande kommit att bli en förlustelse för brunnsgästerna . | „ |

 Seden bjuder till jämförelse med andra på andra orter där också de ytliga drag såsom musik- och dansstil har hållit takt med en modernare smak och därmed behållit en uråldrig tradition levande, till exempel den engelska Morris dance: the Helston Furry Dance och Winster Processional är exempel där en melodi omedelbart förknippas med en tillhörande procession där hela samhället är delaktig, vidare exempel finns i Biewer (Trier, Tyskland) och Echternach (Luxembourg) .